# Irene Padua
Irene Padua est une joueuse italienne de volley-ball (née le 19 février 1989 à Augusta, dans la province de Syracuse, en Sicile). Elle mesure 1,83 m et joue au poste de réceptionneuse-attaquante.

## Clubs
| Club                              | Pays   | De        | À         |
| --------------------------------- | ------ | --------- | --------- |
| Pallavolo Siracusa                | Italie | 2001-2002 | 2004-2005 |
| Monte Schiavo Jesi                | Italie | 2005-2006 | 2007-2008 |
| Europea92 Original Marines Milano | Italie | 2008-2009 | 2008-2009 |
| Buzzi & Buzzi Busnago             | Italie | 2009-2010 | 2009-2010 |
| Edilcost Ancona                   | Italie | 2010-2011 | 2010-2011 |
| Atomat Volley Udine               | Italie | 2011-2012 | 2011-2012 |
| Pallavolo Marsala                 | Italie | 2012-2013 | 2012-2013 |
| Red Volley                        | Italie | 2013-2014 | …         |